# Mitología polinesia
La mitología polinesia corresponde a todas las historias, mitos, leyendas y tradiciones orales de las diferentes islas de la Polinesia. Esta área cultural de Oceanía fue poblada por viajeros de Tonga y Samoa, quienes luego poblaron grupos de islas al este, como Tahití, las Islas Marquesas, Nueva Zelanda y Hawái. Las diferentes lenguas polinesias son próximas y hay muchas similitudes culturales entre los distintos grupos.

## Descripción
Antes del siglo XV, los pueblos polinesios se desplegaron hacia el este, las Islas Cook y, desde allí, a otros grupos, como Tahití y las Marquesas. Sus descendientes descubrieron luego las islas desde Tahití hasta la Isla de Pascua, y más tarde Hawái y Nueva Zelanda. Las últimas investigaciones ponen el asentamiento de Nueva Zelanda en aproximadamente en el año 1300. Las diversas lenguas polinesias todas parten de las lenguas de la familia austronesia. Muchas están lo suficientemente cerca en términos de vocabulario y gramática para permitir la comunicación entre otros hablantes de idiomas. También existen importantes similitudes culturales entre los diversos grupos, especialmente en términos de organización social, crianza de niños, así como tecnologías de horticultura, construcción y textiles; Sus mitologías, en particular, demuestran las reelaboraciones locales de cuentos comúnmente compartidos.
En algunos grupos de islas, la ayuda es de gran importancia como el dios del mar y de la pesca. A menudo hay una historia del matrimonio entre el Cielo y la Tierra; La versión de Nueva Zelanda, Rangi y Papa, es una unión que da a luz al mundo y todo lo que contiene. Hay historias de islas sacadas del fondo del mar por un anzuelo mágico, o arrojadas desde el cielo. Existen historias de viajes, migraciones, seducciones y batallas, como se podría esperar. Las historias sobre un estafador, Maui, son ampliamente conocidas, al igual que las de una hermosa diosa / ancestro Hina o Sina.
Además de estos temas compartidos en la tradición oral, cada grupo de islas tiene sus propias historias de semidioses y héroes de la cultura, sombreando gradualmente los esquemas más firmes de la historia recordada. A menudo, tales historias estaban vinculadas a diversas características geográficas o ecológicas, que pueden describirse como los restos petrificados de los seres sobrenaturales.

## Dioses de la Polinesia

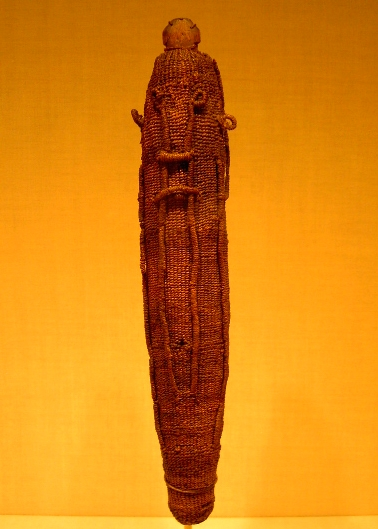
Una imagen del dios de la guerra Oro, realizada con hilo de coco seco tejido.

| Dios          | Descripción                        |
| ------------- | ---------------------------------- |
| Kū            | El creador                         |
| Lono          | Dios del cielo.                    |
| Oro           | Dios de la guerra                  |
| Papahānaumoku | Diosa madre de las islas.          |
| Pele          | Diosa del fuego                    |
| Atea          | Dios supremo, padre celestial      |
| Rongo         | Dios de los cultivos               |
| Ta'aroa       | Dios creador supremo               |
| Tāne          | Dios del bosque                    |
| Tangaloa      | Dios del mar                       |
| Tawhirimatea  | Dios del viento y las tormentas    |
| Tū            | Dios de la fertilidad en la tierra |

## Hawaïki
Hawaïki es una isla mítica donde los polinesios sitúan su origen y donde tienen lugar varios mitos. El concepto tiene dos significados diferentes. Por un lado, se refiere a una vida futura donde van las almas de personas fallecidas. Por otro lado, se refiere a un país ancestral en dirección oeste. Que este país se encuentre en el oeste tiene que ver con el hecho de que la ruta de migración de los polinesios del sudeste asiático se dirige hacia el este. La ubicación exacta permanece todavía en discusión. El antropólogo RC Suggs consideraba a las islas de Tonga y Samoa en el extremo occidental del área cultural polinesia como el Hawaïki original. Una investigación más reciente, sin embargo, también sugiere Taiwán, basada en la lingüística y la genética.

## De lo oral a lo escrito
Las diversas culturas polinesias tienen tradiciones orales distintas pero relacionadas, es decir, leyendas o mitos considerados tradicionalmente para relatar la historia de los tiempos antiguos (el tiempo de "pō") y las aventuras de los dioses (atua) y los antepasados deificados. Los cuentos se caracterizan por el uso extenso de alegoría, metáfora, parábola, hipérbole y personificación. La oralidad tiene una flexibilidad esencial que la escritura no permite. En una tradición oral, no hay una versión fija de un cuento dado. La historia puede cambiar dentro de ciertos límites de acuerdo con el escenario y las necesidades del narrador y la audiencia. Contrariamente al concepto occidental de historia, donde el conocimiento del pasado sirve para comprender mejor el presente, el propósito de la literatura oral es más bien justificar y legitimar la situación actual. Un ejemplo lo proporcionan las genealogías, que existen en versiones múltiples y con frecuencia contradictorias. El propósito de las genealogías en las sociedades orales en general no es proporcionar una historia "verdadera", sino más bien enfatizar la antigüedad de la línea dominante, y por lo tanto su legitimidad política y el derecho a explotar los recursos de la tierra y similares. En caso de cambios políticos y esto sucedió a menudo, el nuevo linaje en el poder debe tener a su vez la genealogía más antigua, incluso para agregar algunas generaciones o para pedir prestados aquí o allá a los ancestros de la dinastía anterior. En este caso, el narrador siempre cauteloso generalmente preferirá usar el modo alusivo. De esta manera, cada isla, cada tribu o cada clan tendrán su propia versión o interpretación de un ciclo narrativo determinado.
Este proceso se interrumpe cuando la escritura se convierte en el medio principal para registrar y recordar las tradiciones. Cuando los misioneros, funcionarios, antropólogos o etnólogos recopilaron y publicaron estas historias, inevitablemente cambiaron su naturaleza. Al fijar para siempre en el papel lo que anteriormente había estado sujeto a una variación casi infinita, fijaron como versión autorizada una historia contada por un narrador en un momento dado. En Nueva Zelanda, los escritos de un jefe, Wiremu Te Rangikāheke, formaron la base de gran parte de la Polynesian Mythology del gobernador George Grey, un libro que hasta el día de hoy ofrece las versiones oficiales de facto de muchas de las leyendas maoríes más conocidas.

## Problemas actuales
Estas historias han tomado una dimensión diferente en algunos archipiélagos. Además de las reconstrucciones para turistas o relacionadas con la renovación de la identidad, es en estas últimas y más particularmente en las genealogías, que una buena parte de la legislación actual sobre la tierra se basa en las Islas Cook o, en menor medida, en Nueva Zelanda. De hecho, desde el final del XIX y principios del siglo XX, las autoridades de Nueva Zelanda establecieron tribunales de tierras. Entonces fue necesario determinar los títulos de propiedad de la tierra y los derechos de herencia de cada uno a partir de la recopilación sistemática de historias tradicionales. Han sido objeto de las fuentes regulares perpetuamente impugnados y son motivo de controversia y ríos de demandas.